# Stan Winston
Stan Winston (Arlington, 7 aprile 1946 – Malibù, 15 giugno 2008) è stato un truccatore ed effettista statunitense, fondatore della Stan Winston Studio.
Specializzato nell'animatronica e nel trucco prostetico ha creato famosi personaggi, mostri e creature cinematografiche. È stato candidato dieci volte al Premio Oscar per i migliori effetti speciali o il miglior trucco, vincendolo per quattro volte con Aliens - Scontro finale (1986), Terminator 2 - Il giorno del giudizio (1991) e Jurassic Park (1993).

## Biografia

### Infanzia e giovinezza
Stan Winston, nasce il 7 aprile del 1946 ad Arlington, in Virginia, dove si è diplomato nel 1964 presso la Washington-Lee High School. Studia pittura e scultura presso l'Università della Virginia a Charlottesville, dove si laurea nel 1968. Si trasferisce poi completamente da solo a Hollywood, per intraprendere la carriera di attore comico. Non avendo successo inizia come apprendista truccatore per la Walt Disney Pictures. Nel 1972 Winston crea la propria, all'inizio piccola, compagnia, chiamandola Stan Winston Studio con la quale vince un premio Emmy per il film televisivo Gargoyles. Negli anni successivi, dopo molte candidature, riceve un altro premio Emmy, per un altro film per il circuito televisivo, intitolato The Autobiography of Miss Jane Pittman.

### Carriera
Nel 1982 riceve la sua prima candidatura per il premio Oscar per il film Heartbeeps, ma la vera notorietà arriva poi grazie al lavoro effettuato con Rob Bottin, per il film La cosa. Nel 1983 Winston progetta la maschera facciale "Mr. Roboto" per il video dell'omonima canzone del gruppo rock statunitense Styx. Realizza anche le trasformazioni del telefilm Manimal (in cui il protagonista assume sembianze animali), ma il costo degli effetti speciali persuaderà i produttori a interrompere la serie dopo solo 8 episodi.
La fama di Winston cresce ulteriormente dopo l'uscita del capolavoro fantascientifico di James Cameron, Terminator: esso si rivela infatti un successo inaspettato, grazie anche agli eccezionali effetti creati da Winston che diedero vita al robot Terminator. In seguito a questo successo Winston inizia una proficua collaborazione con Cameron, che lo porta presto a vincere il suo primo Oscar ai migliori effetti speciali, nel 1986, per il film Aliens - Scontro finale, grazie anche alla creazione della "Regina Aliena", una creatura alta più di 4 metri che richiedeva da 14 a 16 persone per animarla. Negli anni seguenti Winston e la sua compagnia hanno ricevuto numerosi riconoscimenti per il loro lavoro su molti blockbuster: per esempio, nel 1987 John McTiernan gli affida la creazione del cacciatore alieno in Predator.

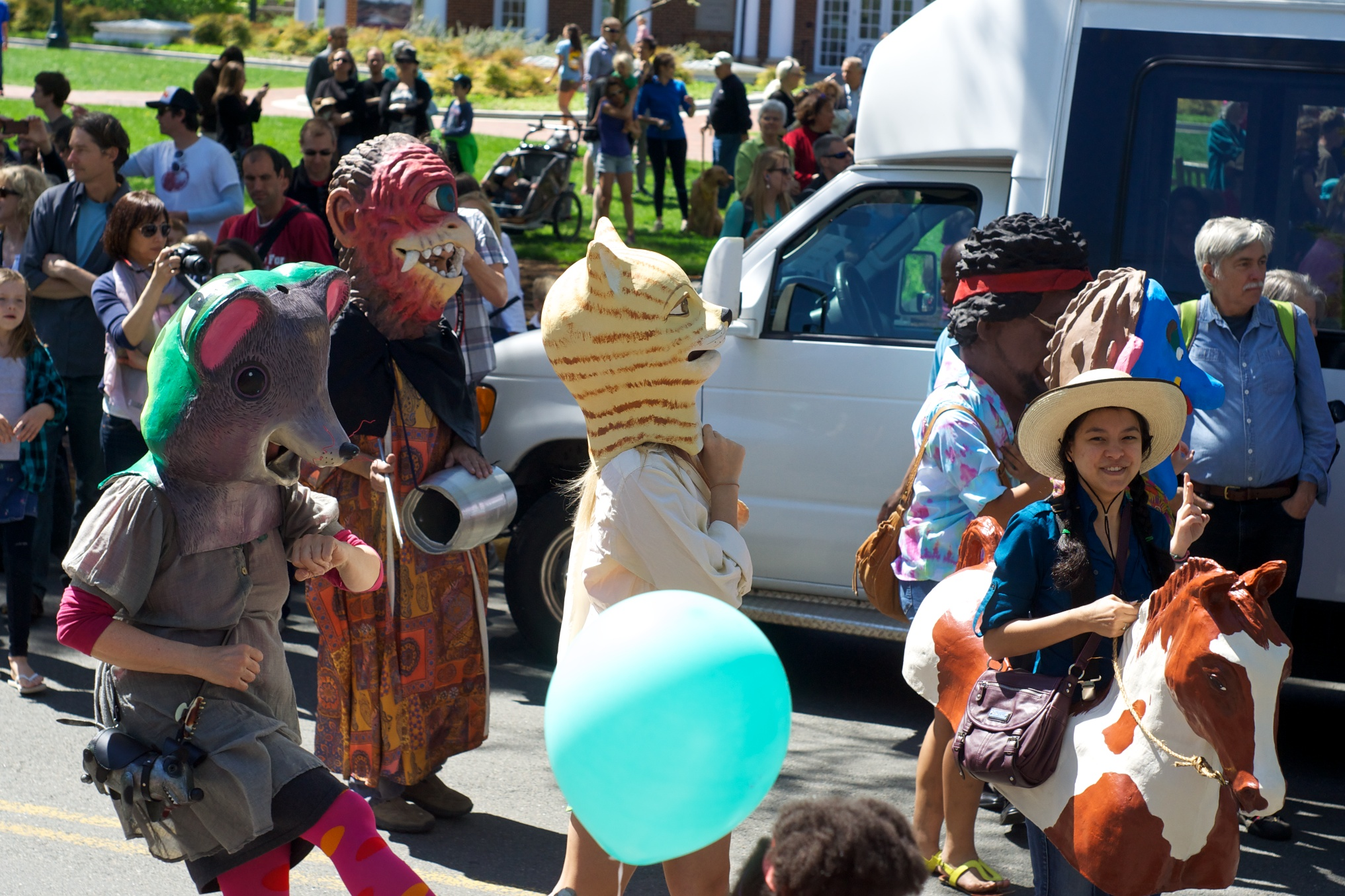
Molte persone sfilano alla "Stan Winston Creature Parade", in ricordo del make-up artist, travestendosi come alcuni dei famosi personaggi fantastici da lui creati

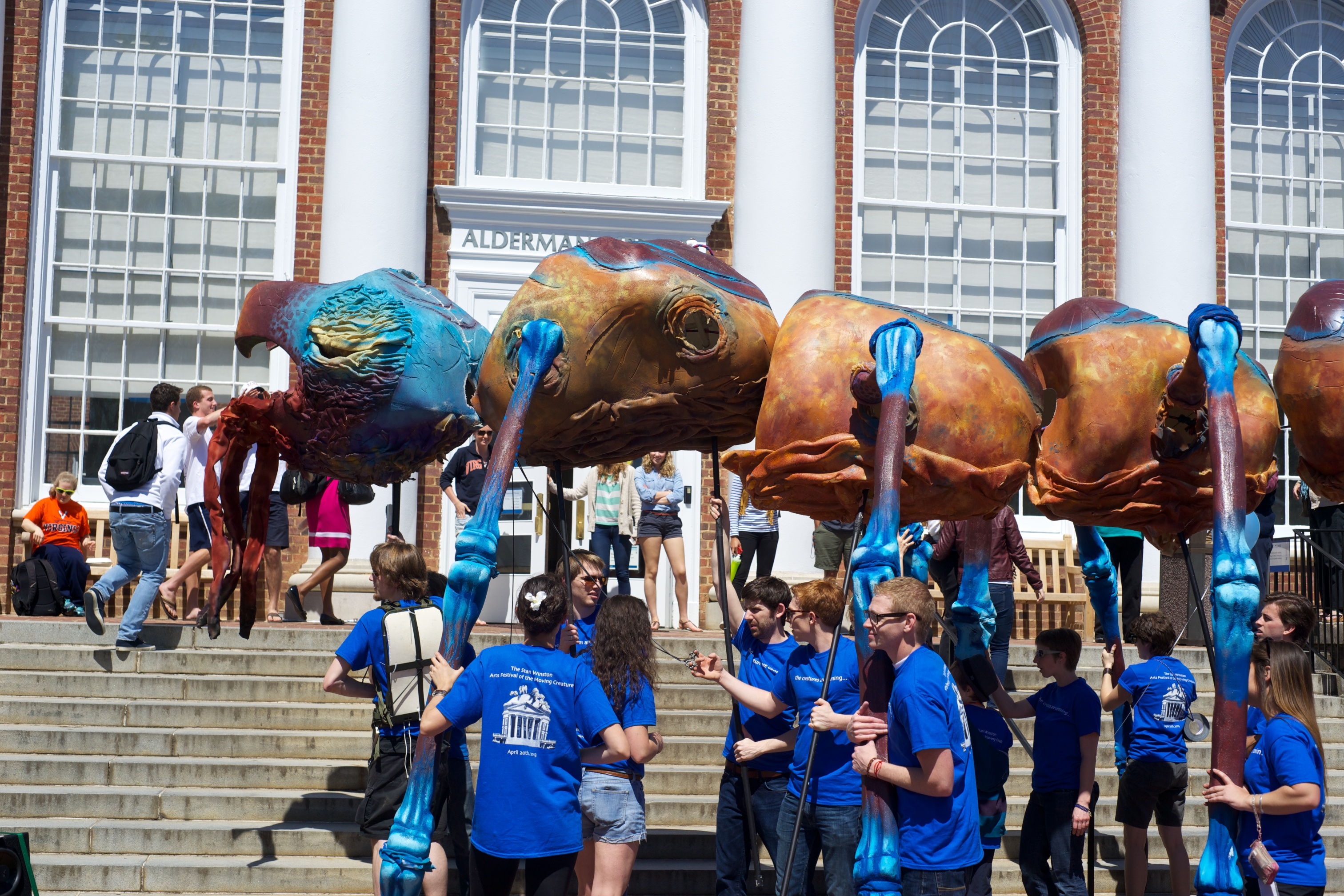

Nel 1990 James Cameron ingaggia di nuovo Winston per il sequel Terminator 2 - Il giorno del giudizio: il film debutta nel 1991 e vale a Winston non uno, ma ben 2 premi Oscar, quello per il miglior trucco e quello per i migliori effetti speciali. Nel 1992 riceve altre 2 candidature del genere per il lavoro effettuato nel film Batman - Il ritorno (su Danny DeVito nella parte del Pinguino) e su Michelle Pfeiffer (nel ruolo di Catwoman). Nel 1993 Winston passa da super cattivi e cyborg ai dinosauri, lavorando con Steven Spielberg nell'epico film d'avventura Jurassic Park. Per questo lavoro Stan riceve un altro premio Oscar ai migliori effetti speciali. Sempre nello stesso anno Winston, Cameron e Scott Ross fondano la Digital Domain, uno dei più famosi studios per gli effetti visivi. Nel 1998, dopo il successo di Titanic, Cameron e Winston si dimettono dal consiglio d'amministrazione dell'azienda a causa delle diverse opinioni su come doveva essere gestita la società.

Il capolavoro Michael Jackson's Ghosts, videoclip diretto e curato in trucco e acconciatura da Stan Winston

Winston e la sua squadra, continuano a fornire il loro lavoro per molti altri film, ampliando il loro lavoro con gli animatroni. Un notevole esempio di questo lavoro lo si trova nel film A.I. - Intelligenza artificiale, che valse a Winston un'altra nomination per l'Oscar ai migliori effetti speciali. Nel 1996 Winston dirige e co-produce il più lungo e costoso video musicale della storia: Michael Jackson's Ghosts, basato su un'idea originale di Stephen King e Michael Jackson, noto per i suoi videoclip costosissimi e di ampia durata: infatti esso dura esattamente 39 minuti, e ha richiesto un budget di oltre 15 milioni di dollari.
Nel 2001 Winston produce, insieme a Colleen Camp e a Samuel Z. Arkoff una serie di 5 film TV chiamati Creatures Feature (i titoli dei film prendono spunto da film di mostri degli anni cinquanta, pur avendo una trama completamente diversa). Nel 2003 Winston viene invitato dal Smithsonian Institution per parlare della sua vita e della sua carriera; la presentazione ha avuto luogo il 15 novembre 2003. Successivamente lavora su Terminator 3 - Le macchine ribelli. A lui è stato dedicato il film Terminator Salvation, ultimo film dell'omonima saga cinematografica, uscito nel 2009, a cui stava lavorando al momento della sua morte. Fu anche consulente per la creazione dell'armatura di Iron Man nell'omonimo film uscito nel 2008, poco dopo la sua scomparsa, e per i mezzi e le armi di G.I. Joe - La nascita dei Cobra.

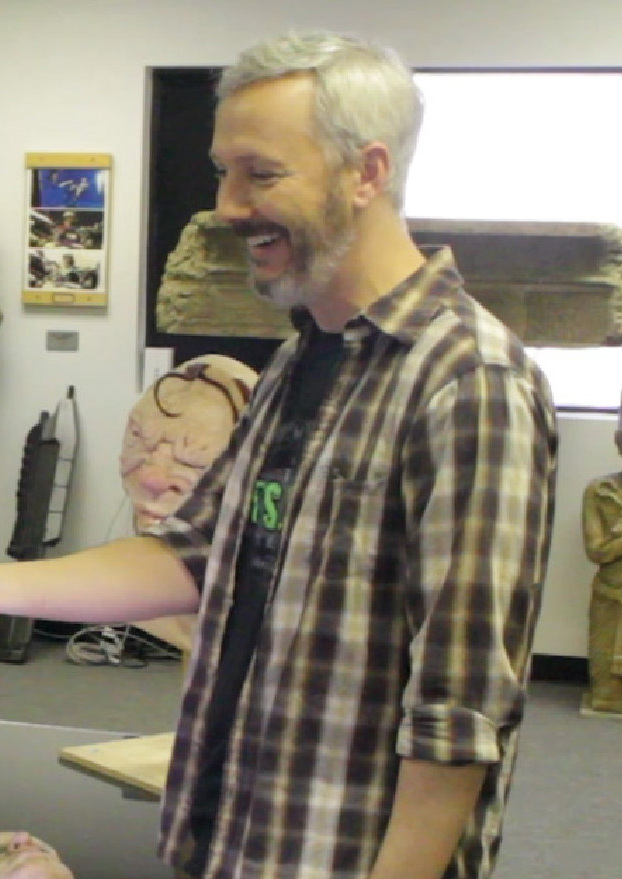
Matt Winston, figlio di Stan

### Morte
Malato da molto di mieloma multiplo, Stan Winston muore improvvisamente nel sonno il 15 giugno 2008 nella sua bella casa a Malibù, in California, all'età di 62 anni.

## Vita privata
Winston era sposato e aveva 2 figli, uno dei quali, Matt Winston, è diventato attore, conosciuto per il ruolo di Crewman Daniels nella serie TV Star Trek: Enterprise.
A 52 anni scopre di essere affetto di tumore al sistema immunitario, malattia che lo affligge per gli ultimi 10 anni della sua vita, terminata nel 2008.

## Filmografia

### Effetti speciali
- W.C. Fields and Me, regia di Arthur Hiller (1976)
- Dracula contro zombi (Zoltan, Hound of Dracula), regia di Albert Band (1978)
- Exterminator (The Exterminator), regia di James Glickenhaus (1980)
- Mutanti (Parasite), regia di Charles Band (1982)
- Cane bianco (White Dog), regia di Samuel Fuller (1982)
- Il fantasma dell'Opera (The Phantom of the Opera), regia di Robert Markowitz - film TV (1983)
- Manimal - serie TV (1983)
- Terminator (The Terminator), regia di James Cameron (1984)
- The Vindicator, regia di Jean-Claude Lord (1986)
- Invaders, regia di Tobe Hooper (1986)
- Aliens - Scontro finale (Aliens), regia di James Cameron (1986)
- Storie incredibili (serie televisiva 1985) (Amazing Stories) - serie TV, 2x8 (1986)
- Predator, regia di John McTiernan (1987)
- Scuola di mostri (The Monster Squad), regia di Fred Dekker (1987)
- Leviathan, regia di George Pan Cosmatos (1989)
- Predator 2, regia di Stephen Hopkins (1990)
- Terminator 2 - Il giorno del giudizio (Terminator 2: Judgment Day), regia di James Cameron (1991)
- Jurassic Park, regia di Steven Spielberg (1993)
- Congo, regia di Frank Marshall (1995)
- Tank Girl, regia di Rachel Talalay (1995)
- T2 3-D: Battle Across Time, regia di Stan WInston, James Cameron e John Bruno - cortometraggio (1996)
- Spiriti nelle tenebre (The Ghost and the Darkness), regia di Stephen Hopkins (1996)
- Relic - L'evoluzione del terrore (The Relic), regia di Peter Hyams (1997)
- Il mondo perduto - Jurassic Park (The Lost World: Jurassic Park), regia di Steven Spielberg (1997)
- Un topolino sotto sfratto (Mouse Hunt), regia di Gore Verbinski (1997)
- Creatura (Creature), regia di Stuart Gillard - film TV (1998)
- Small Soldiers, regia di Joe Dante (1998)
- Instinct - Istinto primordiale (Instinct), regia di Jon Turteltaub (1999)
- Lake Placid, regia di Steve Miner (1999)
- L'Ispettore Gadget (Inspector Gadget), regia di David Kellog (1999)
- Giorni contati (End of Days), regia di Peter Hyams (1999)
- Galaxy Quest, regia di Dean Parisot (1999)
- A.I. - Intelligenza artificiale (A.I. Artificial Intelligence), regia di Steven Spielberg (2001)
- Jurassic Park III, regia di Joe Johnston (2001)
- Il giorno in cui il mondo finì (The Day the World Ended), regia di Terence Gross - film TV (2001)
- Al calare delle tenebre (Darkness Falls), regia di Jonathan Liebesman (2003)
- Terminator 3 - Le macchine ribelli (Terminator 3: Rise of the Machines), regia di Jonathan Mostow (2003)
- Big Fish - Le storie di una vita incredibile (Big Fish), regia di Tim Burton (2003)
- Constantine, regia di Francis Lawrence (2005)
- Gli scaldapanchina (The Benchwarmers), regia di Dennis Dugan (2006)
- Iron Man, regia di Jon Favreau (2008)
- Terminator Salvation, regia di McG (2009)
- G.I. Joe - La nascita dei Cobra (G.I. Joe: The Rise of Cobra), regia di Stephen Sommers (2009)
- Avatar, regia di James Cameron (2009)
- Shutter Island, regia di Martin Scorsese (2010)

### Produttore
- Michael Jackson's Ghosts, regia di Stan Winston - cortometraggio (1997)
- La vendetta del ragno nero (film 2001) (Earth vs. the Spider), regia di Scott Ziehl - film TV (2001)
- Il mostro oltre lo schermo (How to Make a Monster), regia di George Huang - film TV (2001)
- Il giorno in cui il mondo finì (The Day the World Ended), regia di Terence Gross - film TV (2001)
- Lei, la creatura (She Creature), regia di Sebastian Gutierrez - film TV (2001)
- Adolescente delle caverne (Teenage Caveman), regia di Larry Clark (2001)
- Wrong Turn (Wrong Turn)), regia di Rob Schmidt (2003)
- Hellraiser: Deader, regia di Rick Bota (2005)
- Le morti di Ian Stone (The Deaths of Ian Stone), regia di Dario Piana (2007)

### Regista
- Pumpkinhead (film) (1988)
- Lo gnomo e il poliziotto (A Gnome Named Gnorm) (1990)
- T2 3-D: Battle Across Time - cortometraggio (1996) - coregista con James Cameron e John Bruno
- Michael Jackson's Ghosts - cortometraggio (1997)

### Truccatore
- Gargoyles, regia di Bill L. Norton - film TV (1972)
- Get Christie Love! - serie TV, 1x0 (1974)
- Il morso del pipistrello (The Bat People), regia di Jerry Jameson (1974) - con il nome Stanley Winston
- The Autobiography of Miss Jane Pittman, regia di John Korty - film TV (1974)
- Unwed Father, regia di Jeremy Kagan (1974)
- Masquerade Party - serie TV (1974)
- The Man in the Glass Booth, regia di Arthur Hiller (1975)
- Dr. Black, Mr. Hyde, regia di William Crain (1976)
- Pinocchio, regia di Ron Field e Sid Smith - film TV (1976)
- W.C. Fields and Me, regia di Arthur Hiller (1976)
- Terrore nel buio (Mansion of the Doomed), regia di Michael Pataki (1976) - con il nome Stanley Winston
- Radici (Roots), regia di Marvin J. Chomsky, John Erman, David Greene e Gilbert Moses - miniserie TV (1977)
- An Evening with Diana Ross, regia di Norman Campbell - film TV (1977)
- Dracula contro zombi (Zoltan, Hound of Dracula), regia di Albert Band (1978)
- The Wiz, regia di Sidney Lumet (1978)
- The Two Worlds of Jennie Logan, regia di Frank De Felitta - film TV (1979)
- L'isola (The Island), regia di Michael Ritchie (1980) - non accreditato
- Exterminator (The Exterminator), regia di James Glickenhaus (1980)
- La mano (The Hand), regia di Oliver Stone (1981)
- Morti e sepolti - La reincarnazione (Dead & Buried), regia di Gary Sherman (1981)
- Heartbeeps, regia di Allan Arkush (1981)
- La cosa (The Thing), regia di John Carpenter (1982) - non accreditato
- Venerdì 13 parte III: weekend di terrore (Friday the 13th Part III), regia di Steve Miner (1982) - non accreditato
- Entity (The Entity), regia di Sidney J. Furie (1981)
- Qualcosa di sinistro sta per accadere (Something Wicked This Way Comes), regia di Jack Clayton (1983) - non accreditato
- Starman, regia di John Carpenter (1984)
- Sonno di ghiaccio (Chiller), regia di Wes Craven - film TV (1985)
- Edward mani di forbice (Edward Scissorhands), regia di Tim Burton (1990)
- Terminator 2 - Il giorno del giudizio (Terminator 2: Judgment Day), regia di James Cameron (1991)
- Batman - Il ritorno (Batman Returns), regia di Tim Burton (1992)
- Shock to the System, regia di Brett Leonard (1993)
- Intervista col vampiro (Interview with the Vampire: The Vampire Chronicles), regia di Neil Jordan (1994)
- L'isola perduta (The Island of Dr. Moreau), regia di John Frankenheimer (1996)
- Austin Powers - La spia che ci provava (Austin Powers: The Spy Who Shagged Me), regia di Jay Roach (1999)
- Galaxy Quest, regia di Dean Parisot (1999)
- Pearl Harbor, regia di Michael Bay (2001)
- A.I. - Intelligenza artificiale (A. I. Artificial Intelligence), regia di Steven Spielberg (2001)
- Il mostro oltre lo schermo (How to Make a Monster), regia di George Huang - film TV (2001)
- Terminator 3: Le macchine ribelli (Terminator 3: Rise of the Machines), regia di Jonathan Mostow (2003)
- Constantine , regia di Francis Lawrence (2005)
- Tideland - Il mondo capovolto (Tideland), regia di Terry Gilliam (2005)

## Riconoscimenti
Premio Oscar
- 1982 - Candidatura al miglior trucco per Heartbeeps
- 1987 - Migliori effetti speciali per Aliens - Scontro finale
- 1988 - Candidatura ai migliori effetti speciali per Predator
- 1991 - Candidatura al miglior trucco per Edward mani di forbice
- 1992 - Migliori effetti speciali per Terminator 2 - Il giorno del giudizio
- 1992 - Miglior trucco per Terminator 2 - Il giorno del giudizio
- 1993 - Candidatura al miglior trucco per Batman - Il ritorno
- 1994 - Migliori effetti speciali per Jurassic Park
- 1998 - Candidatura ai migliori effetti speciali per Il mondo perduto - Jurassic Park
- 2002 - Candidatura ai migliori effetti speciali per A.I. - Intelligenza artificiale

Saturn Award
- 1979 - Candidatura al miglior trucco per I'm magic
- 1982 - Candidatura al miglior trucco per Morti e sepolti
- 1982 - Candidatura al miglior trucco per Heartbeeps
- 1985 - Miglior trucco per Terminator
- 1987 - Migliori effetti speciali per Aliens - Scontro finale
- 1988 - Candidatura ai migliori effetti speciali per Predator
- 1990 - Candidatura al miglior trucco per Alien Nation - Nazione di alieni
- 1992 - Migliori effetti speciali per Terminator 2 - Il giorno del giudizio
- 1992 - Candidatura al miglior trucco per Terminator 2 - Il giorno del giudizio
- 1992 - Candidatura ai migliori effetti speciali per Predator 2
- 1992 - Candidatura al miglior trucco per Predator 2
- 1993 - Miglior trucco per Batman - Il ritorno
- 1994 - Migliori effetti speciali per Jurassic Park
- 1995 - Candidatura al miglior trucco per Intervista col vampiro
- 1996 - Candidatura ai migliori effetti speciali per Congo
- 1997 - Candidatura al miglior trucco per L'isola perduta
- 1998 - Candidatura ai migliori effetti speciali per Il mondo perduto - Jurassic Park
- 2000 - Candidatura ai migliori effetti speciali per Galaxy Quest
- 2000 - Candidatura al miglior trucco per Galaxy Quest
- 2002 - Migliori effetti speciali per A.I. - Intelligenza artificiale